# Рада Білоруської Народної Республіки
Рада Білоруської Народної Республіки, Рада БНР (біл. Рада Беларускай Народнай Рэспублікі; Rada Biełaruskaj Narodnaj Respubliki) — вищий керівний орган БНР. З 5 січня 1919 року діє в екзилі.
Первинно було створено Раду І Всебілоруського конгресу. До її складу входили члени Виконавчого комітету Ради конгресу. Згодом до складу ради було включено представників мінського самоврядування та національних меншин. Після цього її чисельність сягнула 71 члена.
Після проголошення незалежності Білорусі у 1991 році Рада БНР планувала передати свої повноваження новій легітимній білоруській владі. Але після того, як у 1994 році президентом Білорусі став Олександр Лукашенко, Рада не стала цього робити. Причини: авторитаризм нової влади, порушення прав людини, продовження русифікації всіх сфер життя.
У червні 2023 року стало відомо, що Комітет державної безпеки Республіки Білорусь оголосив Раду екстремістським формуванням.
У 106-ту річницю проголошення незалежності Білоруської Народної Республіки вперше з 1950 року Голова Ради Білоруської Народної Республіки Івонка Сурвіла підписала укази про нагородження за заслуги перед білоруським народом низку діячів.

## Старшини (голови) Ради БНР
- Ян Середа (9.3-14.5.1918)
- Язеп Льосік (14.5.1918 — 13.12.1919)
- Пьотра Крачевський (13.12.1919 — 1928)
- Василь Захарка (1928–1943)
- Микола Абрамчик (1944–1970)
- Вінцент Жук-Гришкевич (1970–1982)
- Язеп Сажич (1982–1997)
- Івонка Сурвіла (з 1997)